# Hinsdale (Massachusetts)
Hinsdale – miasto w Stanach Zjednoczonych, w stanie Massachusetts, w hrabstwie Berkshire.